# Isaac Cline
Isaac Cline (Madisonville, 13 ottobre 1861 – New Orleans, 3 agosto 1955) è stato un meteorologo statunitense.
È divenuto conosciuto per essere stato il capo Meteorologo della città di Galveston durante l'Uragano del 1900.

## Biografia
Isaac nacque a Madisonville, in Tennessee, nel 1861.Nel 1869 nacque il fratello minore Joseph Leander Cline.Frequentò l'Hiwassee College, e, appassionatosi di Meteorologia, nel 1882 si laureò all'Università dell'Arkansas.Nel 1887 si trasferì ad Abilene prima e a Galveston dopo dove il 17 marzo sposò Cora May Bellew.

## L'uragano del 1900
Nel 1899 Isaac, assieme al fratello Joseph, vennero a capo dell'ufficio meteorologico della città.Secondo Isaac un uragano non poteva colpire la città, data la sua angolazione di 45° rispetto al Golfo del Messico.
Sabato 8 settembre 1900 l'uragano colpì la città, e la casa di Cline, ritenuta sicura, venne trascinata dalla Marea proveniente dalla Baia.La moglie di Cline, al 6º mese di Gravidanza, morì, e Isaac salvò una delle figlie, la più piccola, mentre Joseph salvò le due di 11 e 12 anni.

## Dopo l'uragano
Nel 1901 Isaac Cline fu spostato all'ufficio meteorologico di New Orleans, e divenendo così il pù illustre meteorologo del paese.Fu capo dell'ufficio anche durante l'Alluvione del Mississippi del 1927.Negli ultimi anni della sua vita scrisse vari libri come Tropical Cyclones, pubblicato nel 1927, e la sua autobiografia When the Heaven Frowned.Morì nel 1955 a quasi 94 anni.